# Magija (Harry Potter)
U knjigama o Harryju Potteru, magija je prikazana kao prirodna sila. Magiji se u knjigama pristupa s potpuno znanstvene strane, iako se ona može koristiti kako bi se nadvladali uobičajeni zakoni prirode. U knjigama, kao i u filmu, postoji velik broj čarobnih stvorenja, kao i obična bića koja pokazuju neka čarobna svojstva (primjerice, sove se koriste za dostavu pošte). Predmeti se mogu poboljšati i unaprijediti, ili mogu biti prožeti čarobnom moći. Ljudi sa sposobnošću korištenja magije zovu se vještice i čarobnjaci dok su njihova suprotnost bezjaci, ljudi bez ikakvog magičnog dara.
Kod ljudi, sposobnost korištenja magije ili njen nedostatak određen je rođenjem. Prenosi se s koljena na koljeno, preko "dominantnih elastičnih gena". Magija je mjerilo i standard kod djece čarobnjaka i vještica te rijetka kod djece bezjaka. Postoje iznimke: osobe koje nisu sposobne koristiti magiju, a djeca su čarobnjaka poznatije su kao hrkani, dok su čarobnjaci iz bezjačke obitelji/bezjačkog podrijetla u krugovima "čistokrvnih" čarobnjaka poznati kao mutnjaci. Čarobnjaci bezjačkog podrijetla mnogo su češći od hrkana (koji su iznimno rijetki), ali ovo može biti i prikaz neskladne i nejednake populacije bezjaka i čarobnjaka.

## Korištenje magije
Kako bi osoba izvukla korisnost iz korištenja magije, potrebna je velika količina obučavanja i usavršavanja. "Divlja/neukroćena" magija, obično kod male i neuvježbane djece, očitovat će se podsvjesno u trenucima straha, bijesa i tjeskobe. Primjerice, Harry Potter jednom je prilikom učinio da mu kosa naraste nakon lošeg šišanja i, iz bijesa, napuhao je svoju tetku Marge.
I dok je ovakvu reakciju gotovo uvijek nemoguće kontrolirati, Tom Marvolo Riddle još je kao dječak, prije otkrića da se zapravo služi magijom, mogao micati stvari bez da ih dodiruje, natjerati životinje da čine ono što on želi bez njihova obučavanja, učiniti da loše stvari zadese ljude koji su mu dodijavali – i to očito nenamjerno.
Gotovo svako korištenje magije zahtijeva uporabu potpornih sprava i alata; obično je to čarobni štapić. O korištenju magije bez čarobnog štapića, Rowlingova kaže:
Doduše, neki oblici magije ne trebaju ga: Profesor Quirrell je, primjerice, bio sposoban izvesti Crnu magiju bez korištenja čarobnoga štapića, a aparacija ne zahtijeva upotrebu štapića.
Postoje neki pokazatelji koji ukazuju na to da čarobnjakove moći postaju snažnije kada koriste vlastiti čarobni štapić, izričito štapić koji ih je "odabrao", iako, kada je čarobnjak u škripcu, svaki dobro posluži.
U samim knjigama, tehnički detalji o magiji obavijeni su velom tajne. Predavanja o čarobnim stvorenjima, napicima i proricanju detaljnije su opisana, dok ostala predavanja o magiji nisu prikazana s nekom osnovnom strukturom. U knjizi Čudesne zvijeri i gdje ih naći rečeno je da se biće imenom ždronjalica hrani magičnom supstancom čarobnih tvari, kao i elektricitetom, što možda imputira na to da je magija elektromagnetska sila. U knjizi Harry Potter i Plameni pehar, Hermiona Granger govori Harryju i Ronu da elektricitet ne djeluje u blizini Hogwartsa jer je previše magije u zraku, što podupire prethodno napisanu ideju.

### Ograničenja magije
Bez obzira o moći vještice i čarobnjaka, postoje ograničenja koja se jednostavno ne mogu prijeći. Iako je moguće stvoriti predmete niotkuda, puno je teže stvoriti neki predmet koji mora zadovoljavati točan opis nego neki općenitiji; uz to, svi predmeti tako stvoreni ne traju dugo.
Nemoguće je magijom oživjeti mrtve; povratiti ih natrag u život (mrtvačka tijela druga su stvar – vidi Inferiuse). 

### Magija i osjećaji
Emocionalno stanje čarobnjaka ili vještice uvelike može utjecati na njihove prirođene sposobnosti. U knjizi Harry Potter i Princ miješane krvi, Nymphadora Tonks privremeno je izgubila svoje moći kao metamorfomagus zbog neuzvraćene ljubavi Remusa Lupina, što je utjecalo i na oblik njenog patronusa, koji je nalikovao na vukodlaka. Kako je Harry doznao od Dumbledorea, Meropa Gaunt pokazala je sposobnost korištenja magije nakon što se riješila očeva ugnjetavanja, ali ju je ponovno izgubila nakon što je suprug napustio. Mnogi drugi primjeri emocionalno izazvane magije prikazani su tijekom svih knjiga (Ronovo stvaranje snijega tijekom svađe s Hermionom klasičan je primjer toga).

#### Magija i smrt
Poput ljubavi, smrt je detaljno proučavana u sobi Odjela tajni koja sadrži zagonetni veo (koji predstavlja neku vrstu vrata između svijeta mrtvih i živih, iako je stvarno značenje vela i dalje nejasno). Sirius Black pao je kroz ovaj veo u knjizi Harry Potter i Red feniksa.
Čarobne tehnike korištene su kako bi produžile život pojedinaca. Kamen mudraca može se upotrijebiti za pripremu napitka koji odgađa smrt na neodređeno vrijeme. Lord Voldemort poslužio se drugim metodama; jedan je od rijetkih čarobnjaka koji je ikada upotrijebio horkrukse u svom pokušaju da "pobijedi smrt", i vjeruje se da je jedini koji je svoju dušu rascijepio u više horkruksa.
Isto tako, vrijedno je spomenuti da magija doprinosi dugovječnosti života pojedinca, jer je u knjigama nekoliko likova koji su prilično dugovječni.
Skoro Bezglavi Nick otkrio je u knjizi Harry Potter i Red feniksa kako čarobnjaci, nakon njihove smrti, biraju žele li postati duhovi. Alternativa, pak, nije poznata. Svi ravnatelji Hogwartsa pojavljuju se u svojim portretima nakon svoje smrti, što omogućuje konzultaciju budućim naraštajima.

#### Magija i ljubav
Nedvojbeno najsnažniji oblik magije ujedno je i najtajanstveniji i najnedostižniji: ljubav. Lord Voldemort, nikada ne iskusivši ljubav, podcijenio je njenu moć, na vlastiti gubitak. Lily Potter uspjela je, kroz ljubav, spasiti svoga sina Harryja od sigurne smrti, žrtvujući svoj vlastiti život kako bi on preživio. Točna priroda i narav ljubavne magije, kao i njeno djelovanje nepoznato je; pomno je se istražuje u Odjelu tajni.

#### Mračne sile
Mračne su sile u svijetu Harryja Pottera one čarolije koje su sposobne izazvati najveće rezultate, i koje se najčešće koriste kod uzrokovanja štete i boli. Iako postoje manje čarolije koje sprječavaju ili uzrokuju iritaciju (primjerice, uzrokovanje čireva na koži), crna magija koristi se kao sredstvo kontrole, uzrokovanja boli i ubijanja. Najpoznatije neoprostive kletve jesu: kletva Imperius (Imperio), gdje je žrtva smještena u stanje transa te ga čarobnjak može učiniti bespomoćnim na ovaj način, ili ga jednostavno kontrolirati; kletva Cruciatus (Crucio), koja uzrokuje nevjerojatno mučne fizičke bolove kod žrtve (samu bol prilagođava bacač kletve); i Ubojita kletva (Avada Kedavra), koja žrtvu trenutno i bezbolno ubija, i koju je nemoguće blokirati bilo kojom čarolijom. Samo je jedna osoba preživjela ovu čaroliju nakon što je pogođena njome; ta je osoba Harry Potter.
Učinkovitost neoprostivih kletvi ovisi o namjerama samog bacača kletve: u jednom trenutku, Harryjeva upotreba kletve Cruciatus, pod utjecajem ljutnje i bijesa, rezultirala je manjom boli od iste kletve koja je korištena pod utjecajem želje za izazivanjem boli. Nadalje, profesor Moody kaže da će ubojita kletva Avada Kedavra djelovati samo ako bacač kletve doista želi smrt ciljanoj žrtvi.
Još jedan važan dio crne magije jest i krvna magija, ili korištenje krvi u neoprostivim kletvama i ostalim čarolijama crne magije. Lily Potter, Albus Dumbledore i Lord Voldemort prakticirali su krvnu magiju: Lilyina zaštita Harryja teče njegovim venama, Dumbledore je vezao Harryjevu sigurnost za skrbnike u krvnom srodstvu s njegovom majkom; a krv neprijatelja, konkretno Harryjeva krv, igrala je ključnu ulogu u oživljavanju Lorda Voldemorta.

### Bacanje čarolija
Čarolije su svakodnevno sredstvo čarobnjaka i vještica, kratki snopovi magije koji se koriste za postizanje posebnih zadataka poput otvaranja brave ili stvaranja vatre. Obično, čaranje zahtijeva izgovaranje pravilnih inkantacija na glas, koje su najčešće izmijenjeni oblici latinskog jezika, i lagano i pravilno pokretanje ruku. Doduše, ovo čini se samo pomaže samoj volji; čarobni su štapići u većini slučajeva potrebni, iako postoje pojedine inkantacije koje napredniji čarobnjaci i vještice mogu izvoditi bez štapića. Čarolije se mogu bacati i neverbalno, ali s upotrebom čarobnog štapića. Ova se tehnika uči na šestoj Hogwartsa i zahtijeva bacačev visok stupanj koncentracije na inkantaciju. Neke inkantacije (poput inkantacije Leviocorpus) očito su namijenjene neverbalnom korištenju. I dok većina čarolija zahtijeva izgovaranje njihova imena kako bi se čaranje izvelo pravilno, neke to uopće ne trebaju (i ovo ovisi o vještini čarobnjaka i vještice). Albus Dumbledore poznat je po brojnim čarolijama koje može baciti bez izgovaranja inkantacije, kao što je prizivanje dovoljnog broja vreća za spavanje kako bi smjestio čitav dom Gryffindora.
Moguće je i čaranje s upotrebom čarobnog štapića koji ne mora uvijek nužno biti u ruci. Sam Harry koristi čaroliju Lumos kako bi osvijetlio svoj čarobni štapić koji leži negdje na podu, u njegovoj blizini. Isto tako, animagusi i metamorfomagusi ne trebaju čarobni štapić kako bi se podvrgnuli transformacijama.
Čaranje je podijeljeno u kategorije, kao što su čarolije, uroci i kletve. Iako postoji veći broj napadačkih i potencijalno opasnih čarolija, njih se tri koristi za cilj velikog zla te ih se iz tog razloga klasificira kao "neoprostive kletve". Korištenjem ovih kletvi na bilo kojoj živućoj osobi dobiva se "jednosmjerna karta za Azkaban".

## Čarobnjački svijet
Čarobnjačko društvo djeluje u sjeni društva bezjaka i trudi se držati postojanje čarobnjačkog svijeta tajnom u očima bezjaka, izuzev nekoliko bezjaka, primjerice onih koji su povezani s pojedinim čarobnjacima i vješticama, ili važnijih bezjaka poput premijera. Većini čarobnjaka i vještica bezjački je svijet i njihov način života potpuna nepoznanica, i njihovo je prerušavanje u bezjake u većini slučajeva smiješno. Bezjačke studije izboran su predmet u Hogwartsu. Većina stvari i pojava čarobne naravi nejasne su ili skrivene od bezjaka; bića (poput dementora) nevidljiva su u bezjačkome svijetu, iako bezjaci osjećaju posljedice njihova postojanja (poput neobjašnjive hladnoće koju dementori stvaraju oko sebe). Postoji i ured u Ministarstvu magije, za Zloupotrebu bezjačkih artefakata, koji se bavi ljudima koji začaraju predmete obično povezane s bezjačkim svijetom, kao što je Ford Anglia koji je gospodin Weasley začarao, ili uže Caractacusa Burkea koje je ubilo jedanaest ljudi.
Bezjački je premijer upozoren o postojanju čarobnoga svijeta prvu večer nakon njegova izbora, kada Ministar magije koristi letimrežu nakon čega se pojavljuje u njegovu (ili njenom) kaminu. Kasnije, bezjačkog ministra posjećuje samo ako je to nužno (spomenuto u šestoj knjizi, Harry Potter i Princ miješane krvi), u situacijama koje predstavljaju opasnost za oba svijeta; kako čarobnjački, tako i bezjački svijet. Primjerice, ministar magije premijera je posjetio nakon bijega Siriusa Blacka iz Azkabana te bijega većeg broja smrtonoša, kao i ponovnom povratku Lorda Voldemorta. U ovakvim situacijama, premijer je prethodno upozoren od strane portreta ružnog čarobnjaka, koji mu prenese obavijest o skorom posjetu ministra magije. Portret je nemoguće odstraniti sa zida na kojem visi, bar ne bezjačkim načinom.
Nazivi "čarobnjak" i "vještica" u čarobnjačkom se društvu koristi na isti način na koji se koriste termini "muškarac" i "žena" u bezjačkome svijetu.

## Čarobne sposobnosti
U svijetu Harryja Pottera, postoje pojedine čarobne sposobnosti koje čarobnjak ili vještica može posjedovati i koristiti. 

### Transformacija/preobražaj animagusa
Animagus (engl. Animagi) čarobnjak je ili vještica koji se, po svojoj volji, može pretvoriti u određenu životinju. Ova sposobnost nije urođena: potrebno ju je steći kroz čarobne načine. Svi su animagusi obvezni registrirati svoje sposobnosti centralnoj vlasti; nezakonito je imati ovakvu sposobnost bez prethodne registracije, iako je većina animagusa u knjigama neregistrirana. 
Svaki animagus ima specifičan životinjski oblik, i ni na koji se način ne može transformirati u neku drugu životinju. Isto tako, animagus ne može odabrati u koju će se životinju ubuduće moći transformirati: životinja je jedinstveno prilagođena svakom pojedincu i njegovoj osobnosti.
Animagusi se razlikuju od vukodlaka, jer animagusi imaju potpuno kontrolu nad svojim transformacijama i nakon transformacije zadrže sve umne, psihičke i duhovne sposobnosti, dok su transformacije vukodlaka nenamjerne i uključuje teške i ozbiljne promjene u osobnosti (nejasno je zadržavaju li vukodlaci nakon transformacije svoje osjećaje).

### Transformacija/preobražaj metamorfomagusa
Metamorfomagus (engl. Metamorphmagi) čarobnjak je ili vještica s urođenom sposobnošću mijenjanja svoga izgleda po vlastitom nahođenju i volji. Sposobnost je nemoguće dobiti bilo kojim čarobnim načinom, niti je se može naslijediti. Smatra se da je rezultat genetske mutacije ili neke druge nenasljedne anomalije, a posjeduje se od rođenja, do smrti.
Metamorfomagusi se razlikuju od animagusa u tri točke:
- Imaju veću kontrolu nad djelomičnim transformacijama, u mogućnosti su izmijeniti izgled svakog dijela tijelo zasebno, i na neodređeno vrijeme. Animagusi su ograničeni na potpunu transformaciju, pojavljujući se u potpunosti kao čovjek, ili u potpunosti kao životinja.
- Ograničeni su na ljudsko obličje, dok su animagusi ograničeni na životinjsko obličje.
- Mogu preuzeti bilo koji čovječji oblik koji žele; animagusi su ograničeni na jednu jedinstvenu životinju.

Nymphadora Tonks trenutno je jedini poznati metamorfomagus u knjigama. Poznata je po mijenjanju boje svoje kose i stila u skladu s njenim raspoloženjem.

### Parselski
Parselski jezik je jezik sporazumijevanja zmija. Najčešće ga se povezuje s crnom magijom (iako je Albus Dumbledore to opovrgnuo, tvrdeći kako ne mora nužno biti povezano sa zlom), a osobe koje posjeduju sposobnost razumjeti i koristiti ga ("parsel-usti") veoma su rijetki. Vještina je koju se ne može steći učenjem, već se nasljeđuje genima (ili korištenjem crne magije i opasnih čarolija). Harry Potter je parselust: sposobnost je dobio kada je Lord Voldemort došao u Godricov Dol ubiti Harryja, ubojita kletva se odbila u Lorda Voldemorta, a dio Voldemortove duše se "prikvačio" za Harryja, čineći ga sedmim horkruksom.
Ostali poznati parselusti uključuju: Salazara Slytherina i njegove potomke poput obitelji Gaunt (Marvolo, Morfin, Meropa), Lorda Voldemorta i Herpa Odurnog. U jednom dijelu knjige Harry Potter i Princ miješane krvi, Albus Dumbledore razumije parselski, kada ponavlja riječi Morfina Gaunta koje su izgovorene na parselskom. To bi značilo da je Dumbledore i sam parselust, ili je prethodno vidio sjećanje s parsleustom koji mu je preveo razgovor. 
Ginny Weasley nije parselust, unatoč činjenici da je u knjizi Harry Potter i Odaja tajni pričala parselskim: u to je vrijeme bila opsjednuta duhom Toma Riddlea, koji je bio parselust.

### Legilimencija i oklumencija
Legilimencija je čarobna vještina izvlačenja osjećaja, sjećanja i uspomena iz uma druge osobe – čarobni oblik "čitanja misli" (iako Severus Snape, sposobni legiliment, odbacuje uobičajen termin kao drastično pojednostavljenje). Isto tako, dopušta prenošenje vizija i sjećanja drugoj osobi, bez obzira bila ona stvarna ili izmišljena. Čarobnjak ili vještica koji posjeduje ovu sposobnost naziva se legiliment, i sposoban je, primjerice, otkriti laži ili prijevare kod druge osobe, svjedočiti uspomenama i sjećanjima iz prošlosti druge osobe, ili "usaditi" lažne vizije u tuđi um.
Suprotna vještina legilimenciji jest oklumencija, kojom pojedinac može spriječiti legilimenta u njegovu pokušaju razotkrivanja misli i sjećanja koje su proturječne pojedinčevim riječima i radnjama, ili pregraditi pojedinčeve osjećaje.
Lord Voldemort, Severus Snape i Albus Dumbledore poznati su i vješti legilimenti; Snape je istovremeno vičan oklument.
Vještine su prvi put spomenute u knjizi Harry Potter i Red feniksa, u kojoj je Snape zadužen od strane Dumbledorea da pouči Harryja oklumenciji. Kao rezultat Snapeova zanemarivanja instrukcija, ili slabom Harryjevom trudu, Harry nikada nije pokazao napredak u ovoj vještini te ga je nakon toga Voldemort namamio kroz pažljivo vođenu viziju koju je Harry protumačio kao stvarnu.
Bellatrix Lestrange, Draco Malfoy, Barty Crouch ml. i Horace Slughorn imaju neki stupanj vještine u oklumenciji, jer je u knjigama rečeno da je Bellatrix u jednom periodu učila Draca kako zaštiti svoje misli od Snapea, dok Dumbledore nije mogao upotrijebiti svoju vještinu legilimencije na Slughornu kako bi izvukao njegovo sjećanje.

### Aparacija i dezaparacija
Aparacija je čarobni način teleportacije, kojom čarobnjak ili vještica mogu nestati ("dezaparatirati") s jedne lokacije, i istovremeno se pojaviti ("aparirati") na drugoj. Pojava je popraćena karakterističnim praskom, vjerojatno izazvanim oštrim i nenadanim kretnjama zraka, kao rezultat gotovo trenutnim pomicanjem čitavog tijela. Čin je popraćen i veoma neugodnim osjećajem gnječenja, koji, prema Harryju, nalikuje prisilnom prolasku kroz usku gumenu cijev.
Aparacija je aktivnost odobrena od strane Ministarstva magije nakon što čarobnjak ili vještica navrši sedamnaestu godinu života, slično kao što u bezjačkom svijetu vlada odobrava sedamnaestogodišnjacima njihovu sposobnost vožnje motornog vozila. Učenici pohađaju satove Ministarstva tijekom svoje šeste godine školovanja te nakon slušanja određenog broja sati mogu krenuti na ispit za dobivanje dozvole, ili nakon njihovog sedamnaestog rođendana.
Obuka je prilično teška, i učenici se izlažu riziku da se rascijepe – fizički se rascijepe između polazišta i odredišta – što tijekom satova zahtijeva pomoć Odred za poništavanje slučajne magije Ministarstva magije, koji to poništavaju. Rascjepljivanje od ostatka tijela često je tijekom satova, i zna biti poprilično neugodno ovisno o rascijepljenim dijelovima tijela, ali je potpuno bezopasno ako se pravilno poništi.
Aparacija je nepouzdan način prometovanja na velike udaljenosti te čak i iskusniji korisnici ove tehnike često preferiraju druge načine prometovanja, poput metli.
Zbog sigurnosnih razloga, zemljište Hogwartsa i njegova bliža okolica zaštićeni su drevnim čarolijama koje sprečavaju aparaciju i dezaparaciju na zemljištu škole. Doduše, čarolije se izgleda ne šire i na kućne vilenjake, jer se Dobby i Kreacher mogu aparatirati kroz čitavu školu bez ikakvih prepreka; izgleda da se čarolija ne širi i na feniksa Albusa Dumbledorea, Fawkesa, jer je Dumbledore jednom prilikom pobjegao iz Ministarstva magije uhvativši Fawkesov rep, te je zatim nestao.
Kao što je očekivano, aparatiranje u tuđu rezidenciju smatra se izrazito nepristojnim činom. Iz tog razloga, kao i iz sigurnosnih razloga, većina privatnih rezidencija također imaju čarolije koje sprečavaju nepozvane goste u njihovom pokušaju da se aparatiraju u rezidenciju. Zbog toga, najpouzdaniji (i najpristojniji) način putovanja k većini odredišta jest aparatirati se negdje u blizini, a zatim nastaviti pješke.
Isto tako, moguće je spriječiti pojedinca u njegovu pokušaju aparatiranje čarolijom koja je slična onoj za zaštitu od produžnih ušiju. U knjizi Harry Potter i Red feniksa, Dumbledore je spriječio grupu smrtonoša koristeći se protuaparacijskim "prstenom", koji ih je držao dok ih Ministarstvo magije nije pritvorilo.
Knjige isto tako poručuju da je aparacija teža kada je vidljivost odredišta smanjena. U knjizi Harry Potter i Red feniksa, Fred i George Weasley, nakon njihovih aparacijskih ispita, aparatiraju se iz sobe u sobu na Grimmauldovom trgu br.12. U jednom trenutku, aparatiraju se u mračnoj sobi u kojoj su Ron i Harry spavali, slučajno sjevši na Ronovo koljeno umjesto ruba Ronova kreveta. Ispričaju se, tvrdeći kako je aparacija teža u mraku.

### Šarm veele
Šarm veele sposobnost je veela ili potomaka veela, poput Fleur Delacour. Koristi se za šarmiranje muškaraca, poput sirena u Odiseji.

### Otpornost na čarolije
Sposobnost opiranja uroka i čarolija može se pronaći kod snažnih bića poput trolova, zmajeva i divova. Hagrid je, primjerice, otporan na čaroliju omamljivanja, zbog krvi divova koja mu teče venama.

## Djelovanje nalik čarolijama

### Neprekršiva zakletva
Neprekršiva zakletva dobrovoljan je dogovor između dvaju čarobnjaka ili vještica. Mora ga se izvršiti u prisustvu svjedoka ("Vezivo") koji, držeći svoj čarobni štapić na njihovim spojenim rukama, spaja ruke crvenim plamenim jezičcima. Zakletva nije doslovno "neprekršiva" jer osoba koja joj se podvrgla i dalje može povući svoju riječ, iako će to rezultirati trenutnom smrću. Neprekršiva je zakletva prvi put spomenuta u knjizi Harry Potter i Princ miješane krvi, kada je Severus Snape obećao Narcissi Malfoy da će zaštititi njenog sina, Draca Malfoyja.

### Priori Incantatem
Priori Incantatem rezultat je uzrokovan prisiljavanjem natjecanja dvaju čarobnih štapića koji imaju istu jezgru. Vršci dvaju štapića spojit će se zlatnom niti, i dva se vlasnika štapića bore snagom volje. Iz štapića gubitnika poteći će sjene čarolija koje je koristio. Sjene će se prikazati kao guste dimne replike.
Ovu se pojavu ne bi smjelo miješati s čarolijom Prior Incantato, koja tjera čarobni štapić da povrati posljednju izvedenu čaroliju sa sličnom dimnom pojavom.
Pojava Priori Incantatem spomenuta je samo jednom, tijekom dvoboja između Harryja i Lorda Voldemorta na kraju knjige Harry Potter i Plameni pehar. Njihove istovremene čarolije potaknule su čarobne zlatne niti, i kako je Voldemort gubio u dvoboju umova, njegov je štapić povratio natrag sjene čarolija koje je bacao njime – Harryjevi jauci dok ga je mučio, mračni oblik srebrne ruke koju je upravo stvorio Crvorepu i vrisci ljudi koje je ubio koristeći štapić: Cedrica Diggoryja, Franka Brycea, Berthe Jorkins i Jamesa i Lily Potter. Albus Dumbledore kasnije je otkrio Harryju kako Harryjev i Voldemortov štapić oba sadrže Fawkesovo repno preo. Harry je u početku dobio informaciju gospodina Ollivandera kako je štapić koji je "odabrao" Harryja zapravo "brat" štapića koji mu je zadao njegov ožiljak oblika munje, iako, u to vrijeme, ova informacija nije predstavljala nekakav veći značaj.